# تئودور رومپل
تئودور رومپل (آلمانی: Theodor Rumpel؛ ‏ ۲۵ مارس ۱۸۶۲ – ۱۰ اوت ۱۹۲۳) جراح و سیاستمدار اهل آلمان بود که امروزه به دلیل تشریح نشانه رومپل-لید شناخته می‌شود. وی مدرک دکترای پزشکی خود را در سال ۱۸۸۷ از دانشگاه ماربورگ گرفت. او بر ساخت بیمارستان بارمبکر هامبورگ نظارت داشت و خودش در سال ۱۹۱۳ مدیر آن شد. از جمله دستیاران شناخته شده او در هامبورگ، باکتری‌شناس آلمانی گئورگ یوخمان بود.